# Deutsche Badmintonmeisterschaft 1984
Die Deutsche Badmintonmeisterschaft 1984 fand vom 3. bis zum 5. Februar 1984 in Oberhausen statt.

## Medaillengewinner
| Disziplin    | Gold                                                                                 | Silber                                                                          | Bronze                                                              |
| ------------ | ------------------------------------------------------------------------------------ | ------------------------------------------------------------------------------- | ------------------------------------------------------------------- |
| Herreneinzel | Thomas Künstler (TV Mainz-Zahlbach)                                                  | Harald Klauer (1. DBC Bonn)                                                     | Uwe Scherpen (STC Blau-Weiß Solingen)                               |
| Herreneinzel | Thomas Künstler (TV Mainz-Zahlbach)                                                  | Harald Klauer (1. DBC Bonn)                                                     | Hans-Georg Fischedick (Bottroper BG)                                |
| Dameneinzel  | Heidi Krickhaus (STC Blau-Weiß Solingen)                                             | Kirsten Schmieder (OSC 04 Rheinhausen)                                          | Gabriele Splett (1. DBC Bonn)                                       |
| Dameneinzel  | Heidi Krickhaus (STC Blau-Weiß Solingen)                                             | Kirsten Schmieder (OSC 04 Rheinhausen)                                          | Cathrin Hoppe (VfL Wolfsburg)                                       |
| Herrendoppel | Roland Maywald (1. DBC Bonn) Karl-Heinz Zwiebler (1. DBC Bonn)                       | Thomas Künstler (TV Mainz-Zahlbach) Stefan Frey (TV Mainz-Zahlbach)             | Joachim Schulz (OSC 04 Rheinhausen) Rolf Heyer (OSC 04 Rheinhausen) |
| Herrendoppel | Roland Maywald (1. DBC Bonn) Karl-Heinz Zwiebler (1. DBC Bonn)                       | Thomas Künstler (TV Mainz-Zahlbach) Stefan Frey (TV Mainz-Zahlbach)             | Harald Klauer (1. DBC Bonn) Gerhard Treitinger (1. DBC Bonn)        |
| Damendoppel  | Kirsten Schmieder (OSC 04 Rheinhausen) Petra Dieris-Wierichs (FC Bayer 05 Uerdingen) | Heidi Krickhaus (STC Blau-Weiß Solingen) Ingrid Morsch (STC Blau-Weiß Solingen) | Cathrin Hoppe (VfL Wolfsburg) Gabriele Sadewater (Berliner LZ)      |
| Damendoppel  | Kirsten Schmieder (OSC 04 Rheinhausen) Petra Dieris-Wierichs (FC Bayer 05 Uerdingen) | Heidi Krickhaus (STC Blau-Weiß Solingen) Ingrid Morsch (STC Blau-Weiß Solingen) | Dorett Hökel (1. DBC Bonn) Mechtild Hagemann (TV Mainz-Zahlbach)    |
| Mixed        | Stefan Frey (TV Mainz-Zahlbach) Mechtild Hagemann (TV Mainz-Zahlbach)                | Volker Renzelmann (VfL Wolfsburg) Cathrin Hoppe (VfL Wolfsburg)                 | Roland Maywald (1. DBC Bonn) Gabriele Splett (1. DBC Bonn)          |
| Mixed        | Stefan Frey (TV Mainz-Zahlbach) Mechtild Hagemann (TV Mainz-Zahlbach)                | Volker Renzelmann (VfL Wolfsburg) Cathrin Hoppe (VfL Wolfsburg)                 | Georg Simon (TuS Wiebelskirchen) Vera Martini (TuS Wiebelskirchen)  |